# نادی‌استرگار
نادی‌استرگار (به مجاری:  Nagyesztergár) یک شهرداری در مجارستان است که در ناحیه زیرتس واقع شده‌است. نادی‌استرگار ۱۸٫۲۹ کیلومتر مربع مساحت و ۱٬۲۵۵ نفر جمعیت دارد.